# ZPBP
ZPBP (англ. Zona pellucida binding protein) – білок, який кодується однойменним геном, розташованим у людей на 7-й хромосомі. Довжина поліпептидного ланцюга білка становить 351 амінокислот, а молекулярна маса — 40 142.
| 10         |  | 20         |  | 30         |  | 40         |  | 50         |
| ---------- |  | ---------- |  | ---------- |  | ---------- |  | ---------- |
| MEAFALGPAR |  | RGRRRTRAAG |  | SLLSRAAILL |  | FISAFLVRVP |  | SSVGHLVRLP |
| RAFRLTKDSV |  | KIVGSTSFPV |  | KAYVMLHQKS |  | PHVLCVTQQL |  | RNAELIDPSF |
| QWYGPKGKVV |  | SVENRTAQIT |  | STGSLVFQNF |  | EESMSGIYTC |  | FLEYKPTVEE |
| IVKRLQLKYA |  | IYAYREPHYY |  | YQFTARYHAA |  | PCNSIYNISF |  | EKKLLQILSK |
| LLLDLSCEIS |  | LLKSECHRVK |  | MQRAGLQNEL |  | FFAFSVSSLD |  | TEKGPKRCTD |
| HNCEPYKRLF |  | KAKNLIERFF |  | NQQVEILGRR |  | AEQLPQIYYI |  | EGTLQMVWIN |
| RCFPGYGMNV |  | QQHPKCPECC |  | VICSPGSYNP |  | RDGIHCLQCN |  | SSLVYGAKTC |
| L          |  |            |  |            |  |            |  |            |

A: Аланін

C: Цистеїн

D: Аспарагінова кислота

E: Глутамінова кислота

F: Фенілаланін

G: Гліцин

H: Гістидин

I: Ізолейцин

K: Лізин

L: Лейцин

M: Метіонін

N: Аспарагін

P: Пролін

Q: Глутамін

R: Аргінін

S: Серин

T: Треонін

V: Валін

W: Триптофан

Задіяний у такому біологічному процесі, як альтернативний сплайсинг. 
Локалізований у мембрані, цитоплазматичних везикулах.
Також секретований назовні.